# Comuna de Czaplinek
Czaplinek (polaco: Gmina Czaplinek) é uma gminy (comuna) na Polónia, na voivodia de Pomerânia Ocidental e no condado de Drawski.
De acordo com os censos de 2005, a comuna tem 11.817 habitantes, com uma densidade 32,4 hab/km².

## Área
Estende-se por uma área de 364,72 km².